# Émile Eddé
Émile Eddé  (5 de maio de 1886, Damasco, Síria otomana - 28 de setembro de 1949) (em árabe, إميل أده: إميل أده‎)
Eddé serviu como Primeiro Ministro do Líbano de 11 de outubro de 1929 a 25 de março de 1930 e como Presidente do Líbano de 20 de janeiro de 1936 a 4 de abril de 1941.  Também fundou e liderou o partido Bloco Nacional Libanês. Foi sucedido como líder do partido por seu filho Raymond Eddé.